# ザ・ホラーズ

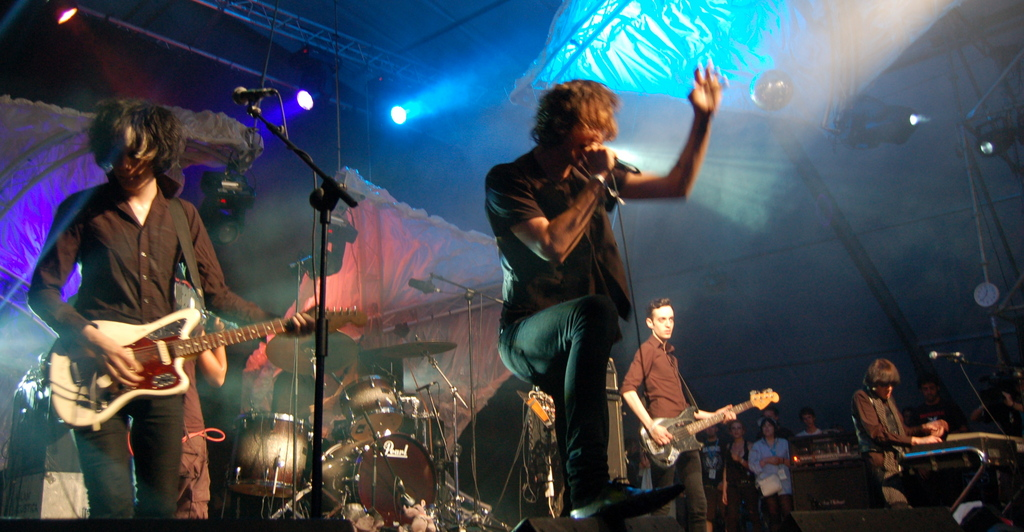
ザ・ホラーズ（2007年）

ザ・ホラーズ（英: The Horrors）は、イギリスのインディー・ロック・バンド。2005年にエセックス・サウスエンドにて結成。

## 概要
2006年にメジャー・デビュー。デビュー当時、メンバー全員が強烈なゴシック・ファッションに身を包んでいることや、ダークな世界観が漂うオリジナリティの高い楽曲が話題となり人気を獲得。それに加え、各音楽専門雑誌からも高い評価を得た。特に2009年に発売されたセカンド・アルバム『Primary Colours』は、イギリス最大の音楽雑誌『NME』の主催する「50 BEST ALBUMS OF 2009」にて、年間最優秀アルバム第1位に選ばれている。

## 来歴
リース・スパイダー・ウェッブがロンドンへ旅行した際に、サウスエンド空港でファリス・バドワンとトム・カウァンに出会い、以後同じラグビー・スクールに通う。1960年代のグランジに共通して興味を持ち、2005年にジョシュア・サードとジョセフ・スパージョンを加えてバンドを結成。その後、リースらによって設立されたクラブで演奏を行う。
ロンドンでのライブ活動を経てレーベル「Loog records」と契約を結び、2006年春にシングル「Sheena Is a Parasite/Jack the Ripper」でデビュー。2枚目のシングル「Death at the Chapel」発表後の同年7月にロンドンのライブハウス「100 Club」でのライブが評判となり、8月には『NME』の表紙を飾る。2007年初頭には「NME Awards Indie Rock Tour」にザ・ビューらと共に参加。
2007年3月5日、ファースト・アルバム『ストレンジ・ハウス〜異形者たちの館』を発売。全英アルバムチャートにて初登場37位を記録。その後、ワールドツアーを開始。このツアー中はセットリストにジョイ・ディヴィジョンの「No Love Lost」のカバーを入れていた。日本ではSUMMER SONIC 2007にも出演。
同年12月、イギリスの人気コメディ番組『The Mighty Boosh』のサード・シリーズに登場し、架空のバンドである「The Black Tubes」を結成。さらにこの頃、アークティック・モンキーズの前座も務めている。その後「Loog Records」から離れ、イギリス最大手のレコード・レーベル、XLレコーディングスへと移籍。
2009年5月4日、セカンド・アルバム『プライマリー・カラーズ』を発売。このアルバムより、リース（元シンセサイザー）とトム（元ベース）の楽器パートが入れ替わっており、その経緯についてボーカルのファリスは「トメシーは最近、サンドイッチ店の近くに引っ越したんだけど、最近になって、お店で売れ残ったサンドイッチは全て廃棄されていることを知ったみたいなんだ。それで、食べ物に余計なお金を使うのはやめようと思って、シンセサイザーを購入したらしい」と述べた。プロデューサーにはポーティスヘッドのジェフ・バーロウを迎えて制作され、全英アルバムチャート初登場25位を記録した。また、同年のマーキュリー賞にノミネートし、その後『NME』の「The 50 Best Albums of 2009」で1位を獲得した。
2011年7月11日、サード・アルバム『スカイング』を発売。全英アルバムチャートにて5位、アメリカのBillboard 200にて97位を記録。各専門誌から高評価を獲得しており、Metacriticによると、合計27の専門誌による平均は83点（100点中）。
2012年2月18日、第1回目のHostess Club Weekenderに出演し、ヘッドライナーを務める。2014年5月5日、アルバム『ルミナス』を発売。セルフプロデュースで制作された。

## メンバー
| 名前                                            | パート         | 生年月日               | 備考 |
| ----------------------------------------------- | -------------- | ---------------------- | --- |
| ファリス・バドワン Faris Badwan                 | ボーカル       | 1986年9月21日（38歳）  | アルバム『Strange House』時の名義はファリス・ロッター (Faris Rotter)。198cmという長身やライブ中のパフォーマンスが特徴的。オーディエンスに靴磨き用の黒いクリームを塗りつけるパフォーマンスなどがあった。 |
| ジョシュア・サード Joshua Third                 | ギター         | 1984年12月15日（40歳） | 『Strange House』時の名義はジョシュア・ヴォン・グリム (Joshua Von Grimm)。前髪が非常に長く、いつも顔が隠れている。歳にそぐわないお茶目な動きや仕草が特徴的だが、学生時代は物理学を専攻しており、博士号も取得している。 |
| トム・カウァン Tom Cowan                        | シンセサイザー | 1987年3月11日（38歳）  | 『Strange House』時の名義はトメシー・ファース (Tomethy Furse)。ホラーズ最年少だが一番落ち着いた雰囲気を持っている。『Strange House』時はベースだったが、『Primary Colours』からリースと担当楽器を交代する。2011年現在、ジョセフの姉妹であるイザベル・イジー・スパージョン (Isabel "Izzy" Spurgeon)と交際している。スパイダー・アンド・ザ・フライズ (Spider and the flies)という別のインスト・バンドをリースと2人で結成している。 |
| リース・スパイダー・ウェッブ Rhys "Spider" Webb | ベース         | 1983年2月18日（42歳）  | 『Strange House』時の名義はスパイダー・ウエッブ (Spider Webb)。ホラーズでは最年長。『Strange House』時はシンセサイザーとオルガンだったが、『Primary Colours』からトムと担当楽器を交代する。インタビューではかなりの早口でまくし立てるように喋ったり、ライブ中のパフォーマンスが奇怪であったりと非常に目立つ人物。スパイダー・アンド・ザ・フライズ (Spider and the flies)という別のインスト・バンドをトムと2人で結成している。    |
| ジョセフ・スパージョン Joseph Spurgeon          | ドラム         | 1986年1月21日（39歳）  | 『Strange House』時の名義はコフィン・ジョー (Coffin Joe)。ホラーズの中でもかなり陽気な性格でツアービデオ等でも終始歌ったり踊ったりとおどけている。2011年現在、リースの妹のアングハラド・ハリー・ウエッブ (Angharad "Harry" Webb)と交際している。 |
| サポートメンバー                                |                |                        | |
| フレディ・カウァン Freddie Cowan                | ギター         |                        | トムの弟であり、ザ・ダズ (The Daze)のギタリスト。ジョシュアが試験中にライブでギターを務めた。 |
| ジェームス・デーヴィン James Davin              |                |                        | |

## ディスコグラフィ

### リミックス・アルバム
- Higher (2012年、XL Recordings)
- V (Remixed) (2019年、Wolf Tone/Caroline International)

### EP
- 『THE HORRORS EP』 - The Horrors EP (2005年、Stolen Transmission)
- Shadazz / Radiation (2008年、Blast First Petite)
- Lout (2021年、Wolf Tone/Caroline International)
- Against the Blade (2021年、Wolf Tone/Fiction)

### シングル
| 発売日         | タイトル                | カップリング曲                                                                     | 全英 | 収録アルバム    |
| -------------- | ----------------------- | ---------------------------------------------------------------------------------- | ---- | --------------- |
| 2006年4月10日  | "Sheena Is a Parasite"  | "Jack the Ripper"                                                                  | —    | Strange House   |
| 2006年7月31日  | "Death at the Chapel"   | "Crawdaddy Simone"                                                                 | —    | Strange House   |
| 2006年10月30日 | "Count in Fives"        | "Who Says" "A Knife in Their Eye"                                                  | —    | Strange House   |
| 2007年2月26日  | "Gloves"                | "Kicking Kay" "Horrors' Theme" "Death at the Chapel" (Live)                        | 34   | Strange House   |
| 2007年6月25日  | "She Is the New Thing"  | "Sister Leonella" "Draw Japan" (Dandi Wind Remix) "Excellent Choice" (re-recorded) | 89   | Strange House   |
| 2009年3月17日  | "Sea Within a Sea"      | —                                                                                  | —    | Primary Colours |
| 2009年5月11日  | "Who Can Say"           | "You Could Never Tell"                                                             | —    | Primary Colours |
| 2009年10月4日  | "Whole New Way"         | "Primary Colours"                                                                  | —    | Primary Colours |
| 2011年6月11日  | "Still Life"            | —                                                                                  | 63   | Skying          |
| 2011年10月3日  | "I Can See Through You" | —                                                                                  | —    | Skying          |
| 2012年3月12日  | "Changing The Rain"     | —                                                                                  | —    | Skying          |
| 2014年5月5日   | "So Now You Know"       | —                                                                                  | —    | Luminous        |
| 2014年8月12日  | "I See You"             | —                                                                                  | —    | Luminous        |